# Hiparino (tirano)
Hiparino (ca. 385 a.C. — 351 a.C.) foi um filho de Dionísio, o Velho, tirano de Siracusa, que se tornou tirano por dois anos. 

## Família
Seu avô, Hiparino, era um importante homem em Siracusa, e tinha sido colega de Dionísio, quando este foi escolhido general.
Dionísio, após assumir a tirania, se casou com uma filha do siracusano Hermócrates, mas ela se matou por não aguentar as ofensas que recebia por causa da tirania do marido. Dionísio, então, se casou com duas esposas ao mesmo tempo, Doris, de Locris, e Aristômaca, filha de Hiparino. Dião de Siracusa era irmão de Aristômaca, Dião tinha um irmão de nome Mégacles, e um filho de nome Hiparino (ou, segundo Timeu, Aretaeus).
De sua esposa lócrida, Dionísio teve um filho, Dionísio II de Siracusa, e da filha de Hiparino, ele teve dois filhos, Hiparino e Niseo (Nysaeus).

## Tirania
No quarto ano da 106a olimpíada, quando houve uma guerra civil em Siracusa entre os amigos de Dião de Siracusa e Cálipo de Siracusa, os amigos de Dião foram derrotados, se refugiaram em Leontinos; neste momento Hiparino, filho de Dionísio, desembarcou com tropas, derrotou Cálipo e o expulsou da cidade, e tornou-se tirano, por dois anos.
O macedónio Polieno descreveu a estratégia usada por Hiparino: quando ele estava em Leontinos, ouviu que Siracusa havia sido deixada sem guarnição, porque uma força considerável havia sido enviada por ordens de Cálipo. Ele marchou de Leontinos com suas tropas, enviou emissários à cidade que mataram os guardas e abriram seus portões, permitindo a entrada de Hiparino com seus mercenários, tornando-o senhor da cidade.

## Morte
Ele foi assassinado porque governava embriagado.